# گمینا روگووو (شهرستان رپین)
گمینا روگووو (شهرستان رپین) (به لهستانی:  Gmina Rogowo) یک گمینا در لهستان است که در شهرستان رپین واقع شده‌است. گمینا روگووو ۱۳۹٫۸ کیلومتر مربع مساحت و ۴٬۶۷۷ نفر جمعیت دارد.